# 宜兰宿柱薹
宜兰宿柱薹（学名：Carex alterniflora）为莎草科薹草属下的一个种。

## 扩展阅读
- 維基物種上的相關：宜兰宿柱薹